# Twogo
twogo ist eine App zur Vermittlung von Fahrgemeinschaften für Unternehmen, Gemeinden und Privatnutzer. Fahrtanfragen können Interessierte kostenlos über die mobile App stellen. Nachdem die Anwendung zunächst nur der eigenen Belegschaft sowie einzelnen Geschäftskunden weltweit zur Verfügung stand, können seit Sommer 2014 auch Privatnutzer den Vermittlungsservice von twogo kostenfrei nutzen.
Gegenüber vielen passiven Vermittlungszentralen funktioniert die Fahrtenvermittlung über twogo Algorithmus-gestützt und damit in der Regel ohne zusätzliche Abstimmungszyklen.

## Geschichte
Die Idee zur Konzipierung einer Online-Mitfahrerplattform fußt auf der Initiative zweier Entwickler der SAP SE. Als sie auf ihrem Weg zur Arbeitsstätte im Stau standen, bemerkten sie, dass der überwiegende Teil der Verkehrsteilnehmer alleine im Auto saß. Würden nur jeweils zwei Pendler zusammen fahren, könnte der Verkehr womöglich fließen.
Folglich arbeiteten die beiden Entwickler an einer entsprechenden Lösung und gewannen im Jahr 2010 mit TwoGo einen unternehmensinternen Programmier-Wettbewerb.
2011 folgte die weltweite Einführung der Mitfahrerplattform innerhalb des eigenen Unternehmens. Im April 2013 startete die Vermarktung von twogo für Geschäftskunden. Neben der Platzierung von twogo in verschiedenen Kommunen, zählen inzwischen zahlreiche Unternehmen wie Roche, Ravensburger, MAN, Skoda, SAP, Infineon, BASF, Wittenstein und viele Weitere zu den Kunden.
Seit Juli 2014 können sich auch Privatpersonen von twogo kostenfrei zu einer gemeinsamen Fahrgemeinschaft vermitteln lassen.
Die Schwarz-Gruppe hat twogo im August 2019 übernommen und entwickelt das Produkt seither weiter. Über die Dauer von über einem Jahr wurde die gesamte Plattform von Grund auf technisch modernisiert und im Oktober 2021 mit einem umfassenden Update neu veröffentlicht. Seither verfügen die twogo-Apps über ein modernes UX-Design und weitere Funktionen, welche sukzessive in regelmäßigen Updates erweitert werden.

## Konzept & Funktionen
Nach der Registrierung bei twogo können Benutzer ihre Fahrtoptionen einstellen und legen ihre Fahrtwünsche an. Auf Basis eines speziellen Algorithmus übernimmt twogo bis fünf Minuten vor Abfahrt die Suche nach geeigneten Mitfahrgelegenheiten und vermittelt die Nutzer automatisch anhand ihrer Präferenzen.
Die Registrierung erfolgt auf der mobilen App des Vermittlungsdienstes. Zunächst können Benutzer ihre persönlichen Fahrtoptionen festlegen. Dazu zählen beispielsweise Angaben zur Heimadresse oder zum Fahrzeug. Außerdem haben die Benutzer hier die Möglichkeit ein Profilbild einzustellen. Fahrer können ihr Auto mit Angaben zu Marke und Modell sowie mit einem Bild beschreiben.
Um an einer Mitfahrgelegenheit teilzunehmen, müssen Benutzer zuerst einen Fahrtwunsch anlegen, um Uhrzeit, Orte, Route und Fahrteinstellungen für ihre Fahrt festzulegen. Darüber hinaus können Nutzer auch nach bereits vorhandenen Fahrten suchen, die anonymisiert auf Fahrplänen oder Landkarten angezeigt werden. Ihre Fahrtwünsche können sie entweder in der Webanwendung, über die mobilen Apps oder ihre Kalenderanwendung verwalten. twogo sucht nun automatisch nach Fahrtwünschen anderer Benutzer, der sich mit den entsprechenden Angaben deckt. Berücksichtigt werden hierbei die gewünschte Fahrtroute, die Anzahl der freien Sitzplätze, die maximale Umwegzeit und der Abholpunkt. Die Zuordnung der beiden Nutzer erfolgt automatisch und erspart damit vermeintliche Abstimmungszyklen. Aktuelle Verkehrsdaten des HERE-Kartenmaterials werden bei der Vermittlung gemäß der Zeitangaben der Teilnehmer mit einbezogen. In einer Übersicht werden den Teilnehmern noch nicht vermittelte und bevorstehende Fahrten angezeigt.
Wenn twogo keinen passenden Treffer für den eingestellten Fahrtwunsch findet, macht die Plattform nach dem Prinzip des „intelligenten Assistenten“ Vorschläge für Alternativfahrten, weist auf Fahrten aus der Nachbarschaft hin, schlägt Verbindungen des öffentlichen Personennahverkehrs (ÖPNV) vor oder zeigt auf einer Abfahrtstafel weitere ähnliche Fahrtangebote an. Durch kleine Änderungen an dem ursprünglichen Fahrtwunsch kann es dann zur Vermittlung mit den solchen kommen. Absprunghinweise auf soziale Medien erhöhen ebenfalls die Vermittlung von Fahrten. twogo bietet die Möglichkeit Fahrten online zu teilen oder weitere Personen zur Nutzung der Plattform einzuladen.
Nutzen Unternehmen twogo können sich diese je nach Präferenzen in einer eigenen Nutzerumgebung bewegen. In diesem Fall werden Fahrten nur im registrierten Kreis der Belegschaft vermittelt. Des Weiteren lässt sich twogo für die Kapazitätsplanung von Werksbussen und Shuttlediensten einsetzen. Geschäftskunden haben darüber hinaus die Möglichkeit die twogo-Plattform zu individualisieren, bspw. mit dem eigenen Logo und Farbgebung oder auch mit weiteren Funktionalitäten und vordefinierten Standorten.
Die mobilen Apps stehen im App Store für iOS- und im Google Play Store für Android-Mobilgeräte kostenfrei zur Verfügung. Das Einstellen von Fahrtwünschen ist ebenfalls über Kalenderanwendungen, die den iCalendar-Standard unterstützen, möglich.

## Sicherheit und Datenschutz
Erst wenn ein genau passender Fahrtpartner gefunden wurde, übermittelt twogo die persönlichen Daten der Nutzer an die Teilnehmer. Angaben zu verfügbaren Routen erfolgen anonymisiert, sei es auf den Fahrplantafeln oder den Landkarten, bis eine Vermittlung erfolgt. Somit kann niemand den Listen entnehmen, wann genau ein Nutzer unterwegs ist. Auch Mitfahrer erhalten keine Informationen zum Start und Ziel ihres Fahrers, lediglich die Treffpunkte für die Fahrtgemeinschaft werden übermittelt. Individuelle Sicherheitsbedürfnisse werden durch Einstellungen wie die Angabe blockierter Personen oder der Möglichkeit, als Frau nur mit anderen Frauen vermittelt zu werden, bedient.
Hinsichtlich des Datenschutzes setzt twogo hohe Ansprüche an sich selbst. Die generierten Daten der Plattform werden in einem unternehmensinternen Rechenzentrum der Schwarz Gruppe in Deutschland gespeichert. Die Rechenzentren sind TÜV Level 3 und ISO 27001 zertifiziert sowie DSGVO-konform. Darüber hinaus arbeitet twogo bzw. die Schwarz Mobility Solutions GmbH mit dem datenschutz süd zusammen, um die datenschutzrechtlichen Anforderungen stetig kontrollieren zu lassen.

## Sprachen
twogo ist aktuell in 28 Sprachen über alle Plattformen verfügbar und kann somit weltweit genutzt werden.

## Auszeichnungen
2015 gewann twogo den Frost-&-Sullivan-Preis 2015 als beste Softwarelösung im Bereich „Mitfahren“.
2021 wurde twogo als Finalist des Deutschen Nachhaltigkeitspreis Design ausgezeichnet für den herausragenden Beitrag zu mehr Nachhaltigkeit in der Gesellschaft und überzeugendes Design der Anwendung.